# Musij Skakalski
Musij Pawłowicz Skakalski, także Moisei Skakalskyi,  ukr. Мусій Павлович Скакальський (ur. 25 lipca 1902 w Krzemieńcu, zm. 1974) – ukraiński fotograf, który pomagał Polakom podczas II wojny światowej.

## Życiorys
Musij Skakalski wraz z rodziną mieszkał przy ulicy Szerokiej w Krzemieńcu na Wołyniu. Żona Hanna prowadziła gospodarstwo domowe. Córka Zinaida (ur. 1926, po mężu Samczuk) w momencie wybuchu II wojny światowej uczyła się w liceum. W domu mieszkała także Hanna Skakalska, starsza siostra Musija. Po odbyciu służby w polskiej armii rozpoczął pracę na poczcie jako telegrafista (według innego źródła – listonosz).
Po wkroczeniu do miasta Sowietów, Skakalscy przyjęli do swojego domu Marię Pietroniec oraz jej siostrę Janinę Paulus z czteroletnią córką Alicją (po mężu Gienc). Hanna, siostra Musija, była już wcześniej nianią Alicji. Skakalscy zapewnili im schronienie i wyżywienie. Uchronili je w ten sposób deportacją na Syberię. Zinaida dostarczała obu rodzinom żywność od krewnych ze wsi. W 1943, po nasileniu się działalności ukraińskich nacjonalistów, Musji został ostrzeżony przed reakcją OUN-UPA wobec osób pomagających Polakom. W konsekwencji ukrywający się musieli opuścić dom Skakalskich. Niemniej Musij pomógł im przeprowadzić ucieczkę pociągiem z Krzemieńca na Lubelszczyznę. Po wojnie rodziny utrzymywały kontakt, a w 1965 udało im się ponownie spotkać.
Musij po 1945 powrócił do zapoczątkowanej w wieku szkolnym pasji fotograficznej i założył w Krzemieńcu zakład fotograficzny. Jego zdjęcia uwieczniały motywy architektoniczne, sceny domowe, pejzaże, portrety. Do czasów współczesnych zachowało się wiele zdjęć jego autorstwa pozwalających odtworzyć życie i ludzi dawnego Krzemieńca. Napisał pamiętnik „Wspomnienia z przeszłości” („Спомини минулого”). Był także autorem albumu o Juliuszu Słowackim.
Za pomoc okazaną Polkom Musij oraz pozostali członkowie jego rodziny w 2022 został pośmiertnie odznaczony Medalem Virtus et Fraternitas. Podczas uroczystej dekoracji rodzinę Skakalskich reprezentował syn Zinaidy Samczuk – Wołodymir Samczuk.